# Banisteriopsis paraguariensis
Banisteriopsis paraguariensis är en tvåhjärtbladig växtart som beskrevs av B. Gates. Banisteriopsis paraguariensis ingår i släktet Banisteriopsis och familjen Malpighiaceae. Inga underarter finns listade i Catalogue of Life.